# Fausta florea
Fausta florea là một loài ruồi trong họ Tachinidae.